# Bruno Scipion
Bruno Scipion est un footballeur professionnel, né le 22 octobre 1959 à Lisieux.
Cet ancien défenseur central a poursuivi sa carrière en tant qu'entraîneur dans toute la France.

## Clubs successifs

### Joueur
- 1978-1981 :  AS Lisieux
- 1981-1985 :  CA Lisieux
- 1985-1988 :  SM Caen
- 1988-1990 :  Le Havre AC
- 1990-1991 :  Red Star FC
- 1991-1992 :  RC France
- 1992-1993 :  AS Cherbourg

### Entraîneur
En février 2002, après deux semaines de stage au CTNFS de Clairefontaine, il est diplômé du brevet d'État d'éducateur sportif 2e degré (BEES 2).
- 1993-1994 :  AS Cherbourg
- 1994-1999 :  SC Tinqueux
- 1999  Équipe du Japon -15 ans et -17 ans
- 1999-2002 :  FC Mulhouse (avec Daniel Léopoldès)
- 2002-2003 :  SC Draguignan
- 2003-2009 :  RC Épernay
- 2010-2013 :  Stade montois
- 2014-2017: Biscarrosse Olympique